# Thomasgymnasiet
Thomasgymnasiet är Strängnäs kommuns gymnasieskola med ungefär 600 elever (2008). Skolna bildades 1966 som en efterföljae till Strängnäs högre allmänna läroverk.

## Historia
Gymnasiet skildes från lägre skolnivåer 1970 och fflyttade till nya lokaler där kvarvarande högstadium namnändrades 1972 till Paulinska skolan. 

## Skolbyggnad

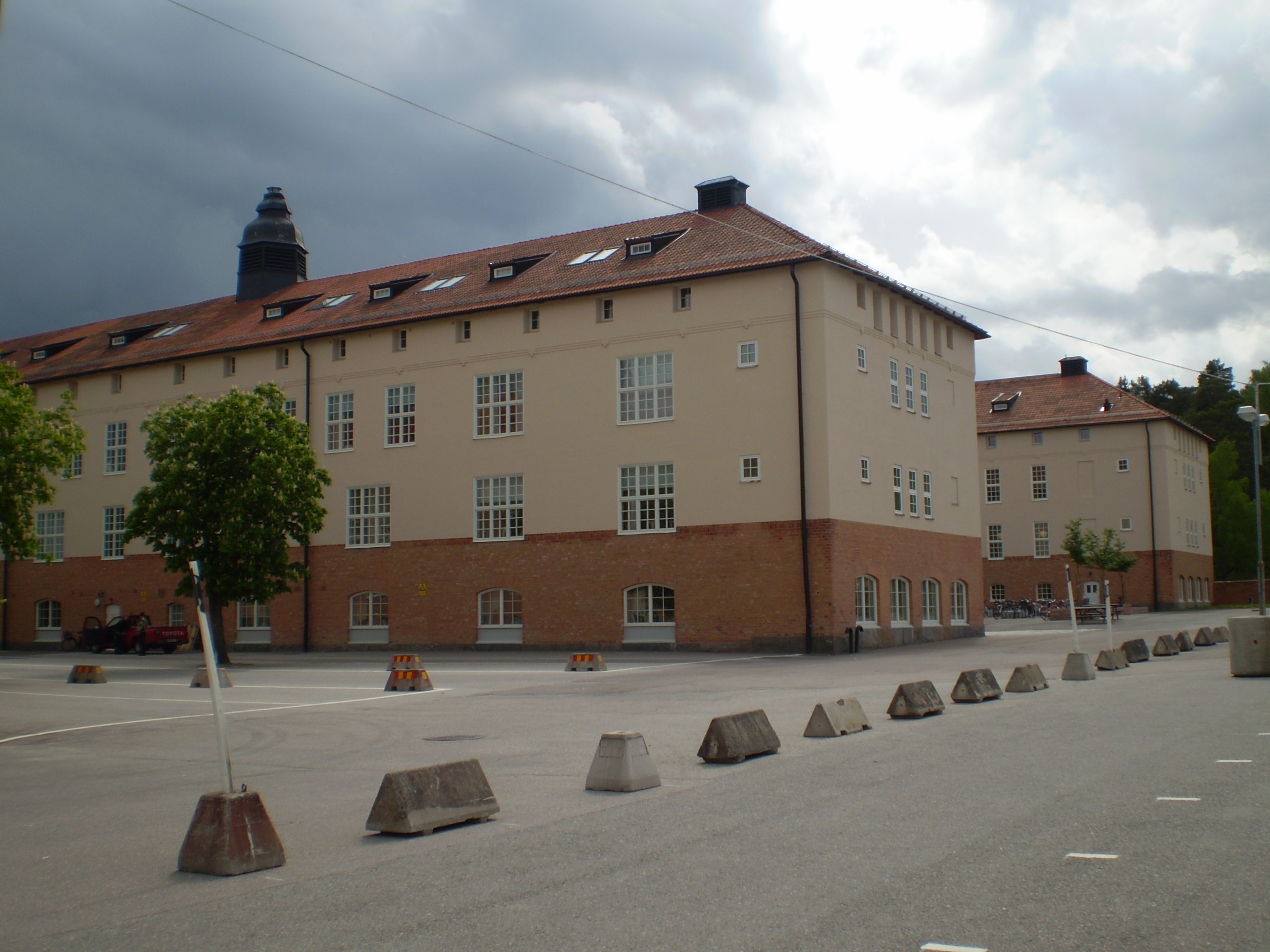
Thomasgymnasiets byggnader i Eldsundsviken, maj 2009.

Verksamheten flyttades senare till före detta Strängnäs garnison i Eldsundsviken. Flytten har skett i två etapper, somrarna 2007 och 2008. I etapp 1 flyttade Thomasgymnasiet utom EC-, IP och ES-programmen samt idrottsverksamheten. IV-programmet flyttade året innan men i samband med etapp 1 flyttade de in i de gemensamma lokalerna. I etapp 2 flyttade Thomasgymnasiets resterade verksamhet och Lärcentrum inklusive SFI, gymnasiesär och Lagmansskolan. Invigningen av etapp 2 och hela Campusprojektet var den 6 september 2008.

## Kända personer som gått på Thomasgymnasiet
- Johan Anderblad, barnprogramledare på SVT:s Bolibompa
- Johan Ejeborg, sportkommentator på SVT
- Peter Eriksson, tidigare språkrör för Miljöpartiet
- Sara Thunebro, fotbollsspelare
- Linnéa Torstensson, handbollsspelare